# Jurkas Seitaridis
Jeorjos (Jurkas) Seitaridis (gr. Γιούρκας Σεϊταρίδης; ur. 4 czerwca 1981 w Atenach) – grecki piłkarz grający na pozycji prawego obrońcy.

## Kariera
Profesjonalną karierę Seitaridis zaczynał w wieku 17 lat w drużynie PAS Janina. Grał tu do 2001 roku, potem przeszedł do Panathinaikosu AO. Następnie trafił FC Porto, triumfatora Ligi Mistrzów w sezonie 2003/04. Przez rok rozegrał tam 23 spotkania. Po sezonie 2004/2005 wyjechał do Dinamo Moskwa. W ciągu sezonu rozegrał w Rosji 8 meczów. Po roku Seitaridis zdecydował się przejść za 12 mln euro do Atlético Madryt. W 2009 roku wrócił do Panathinaikosu.
W reprezentacji Grecji od 13 lutego 2002 roku, kiedy to debiutował w spotkaniu ze Szwecją, rozegrał 67 meczów. W 2004 roku odniósł z nią sukces - zdobył Mistrzostwo Europy na boiskach Portugalii.

## Sukcesy
- Mistrzostwo Europy w 2004 roku z reprezentacją Grecji
- Mistrzostwo Grecji w 2004 roku z Panathinaikosem AO